# Профілакторій

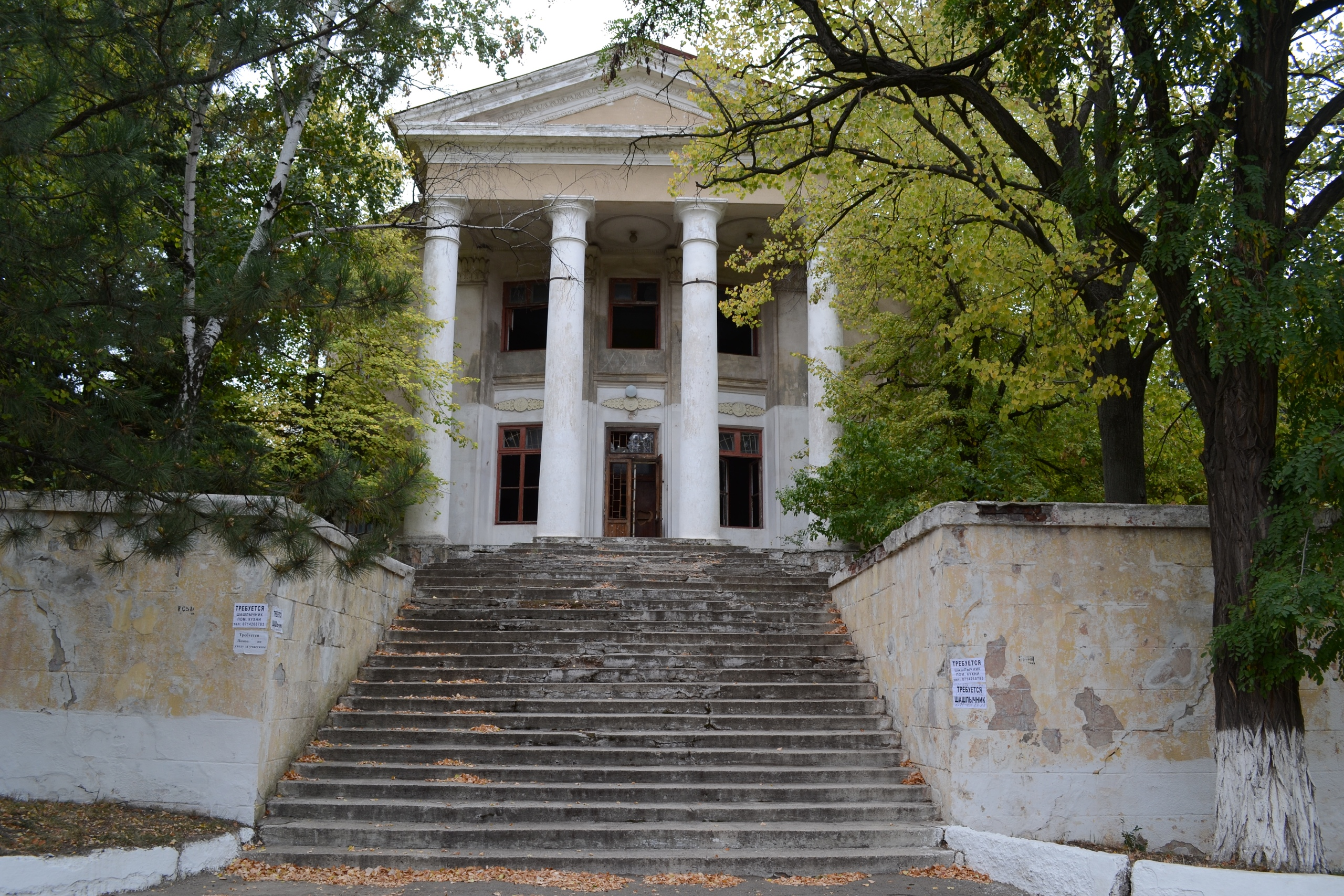
Профілакторій підприємства «Донбасенергоремонт» у Зугресі

Профілакто́рій (лат. prophylactorium від грец. προφυλακτικός — «запобіжний», «попереджувальний») — лікувально-профілактичний заклад для санаторного лікування робітників і службовців без відриву від виробництва. До 1924 року профілакторії називали нічними санаторіями. Перший нічний санаторій для хворих на туберкульоз було відкрито 1921 року в Москві. У 1924 році було створено комплексний заклад, який дістав назву профілакторія. До складу цього закладу, крім нічного санаторію, входили амбулаторія, дієтична їдальня, фізіотерапевтичні кабінети.
Розрізняють:
- загальнотерапевтичні профілакторії (для хворих на серцево-судинні, шлунково-кишкові та інші захворювання),
- спеціалізовані профілакторії (для хворих на туберкульоз, венеричні хвороби, тощо).